# LOVE×Quartet 2010
「LOVE×Quartet 2010」（）は、榊原ゆいの27作目のシングル。

## 収録曲
1. Again（Quartet Ver.）
2. 此の花咲ク頃（Quartet Ver.）
3. 片翼のイカロス（Quartet Ver.）
4. Again（violin Ver.）
5. 此の花咲ク頃（violin Ver.）
6. 片翼のイカロス（violin Ver.）
7. Again（Quartet Instrumental）
8. 此の花咲ク頃（Quartet Instrumental）
9. 片翼のイカロス（Quartet Instrumental）